# コンサルティング・ファーム
コンサルティング･ファーム（consulting firm）は、コンサルティングを行う企業。
企業経営への示唆や助言を行う経営コンサルティングのコンサルティング会社であり、その中でも、戦略系・総合系(FAS系を含む)・組織人事系・IT系 ・シンクタンク系などに分類されることが多い。また、外資の影響を比較的受けていない、日本独自のコンサルティング形態をとる日系コンサルティングファームも存在する。
「コンサルティング･ファーム」とは、元来の意味からコンサルティングのみで価値を提供する業態を指すため、IT系コンサルティングもコンサルティング･ファームとは呼べないという意見もあるが、用語の広がりによって、企業以外の個人向けの業態や、営業手法としてコンサルティングを取り入れる業態などもコンサルティング･ファームを自称している。だが、ITは企業経営の根幹となっているため、近年ではコンサルティング･ファームと見なすことが多い。

## 分類
以下、分類と代表例。

### 戦略系
大企業の全社戦略やM&A、海外新規参入戦略など企業経営のトップレベルに関わる問題解決を担当する。 主なクライアントは日系･外資系の大手企業であるが、戦略におけるIT･デジタル化の重要性が増してきたため、本来は総合系ファームが手掛けていた領域に進出している企業もある。
- マッキンゼー・アンド・カンパニー[2]
- ベイン・アンド・カンパニー[3]
- ボストン・コンサルティング・グループ[4]
- A.T.カーニー[5]
- アーサー・ディ・リトル
- ローランド・ベルガー
- Strategy&
- EYパルテノン
- モニター・グループ（モニター･デロイト（英語版）＋デロイト･トゥシュ･トーマツ）
- L.E.K.コンサルティング
- オリバー・ワイマン
- Sia
- シア・パートナーズ
- アリックスパートナーズ
- ZSアソシエイツ
- 経営共創基盤

### 総合系
人事戦略やM&Aなどの提案からITを中心としたシステム導入などの実行支援まで、幅広い業務を手がけているのが特徴である。
なおこの分類のファームは、Big4（Deloitte、EY、KPMG、PwC）と呼ばれる世界4大会計事務所から派生したものが多々見られる。

#### 国際会計事務所の集団会社
- Deloitte[6]（DTC）（モニター･グループを買収した）
- プライスウォーターハウスクーパース（ブーズ･アンド･カンパニー、PRTMと合併）
- EY
- KPMG

#### FAS系
- デロイト トーマツ ファイナンシャルアドバイザリー
- PwCアドバイザリー
- EYTAS
- KPMGFAS

#### 国際会計事務所を出自とするもの
（※カッコ内は旧属事務所）
- ベリングポイント（旧KPMG）
- クニエ（旧アーンスト･アンド･ヤング）

### 組織人事系
人事コンサルティングファームは、人事や組織、雇用など労務関係の問題点を洗い出し、分析し、改善策を提案。人事や組織に関するアドバイスや制度の見直しなどのほか、訴訟リスクを回避した就労規則の策定なども行う場合もある。
- マーサー･ヒューマン･リソース･コンサルティング
- タワーズワトソン
- ワトソンワイアット
- コーンフェリー･ジャパン
- エーオンヒューイットジャパン

### IT系
IT戦略、ERP等のシステム導入のコンサルティングなどITを切り口に顧客のビジネス･経営に関わる解決策を提供するコンサルティングファーム。
- アクセンチュア（旧アーサー・アンダーセン）
- アビームコンサルティング
- IBMビジネスコンサルティングサービス（旧プライスウォーターハウスクーパース）
- NTTデータ経営研究所
- ガートナー
- キャップジェミニ
- ケンブリッジ･テクノロジー･パートナーズ
- 日立コンサルティング
- 青山システムコンサルティング

### 日本独自系

#### シンクタンク系
シンクタンクは政策の提言を行う研究機関であり、官公庁向けのリサーチや経済調査などをしていたが、民間企業に向けたコンサルティングも行うようになった以降は、官公庁向けの案件から得られる収益よりも、民間企業のIT･経営コンサルティング事業から得られる収益の方が大きい企業もある。そのため、狭義のコンサルティング･ファームではない。
- 野村総研[7]
- 三菱総研[8]
- 三菱UFJリサーチ&コンサルティング（旧UFJ総合研究所)
- みずほ情報総研
- みずほ総研
- みずほリサーチ&テクノロジーズ
- 日本総研
- りそな総研＜情報提供サービス＞
- NTTデータ経営研究所
- 大和総研･大和総研ホールディングス
- 日本能率協会総研
- 富士通総研
- WIPジャパン

#### 日本独自系コンサルティング
- 経営共創基盤
- ドリームインキュベータ
- コーポレイト・ディレクション
- シグマクシス[9]
- YCPホールディングス（グローバル）リミテッド
- 山田コンサルティング
- ベイカレント
- 日本能率協会コンサルティング
- タナベコンサルティンググループ
- プロレド・パートナーズ
- タナベコンサルティンググループ
- 船井総合研究所
- 日本生産性本部
- リブ・コンサルティング
- リンクアンドモチベーション
- 日本経営グループ
- インサイト
- アタックスグループ
- ジェムコ日本経営
- テクノ経営総合研究所
- 日本経営システム
- コマース総研

#### その他
イノベーション、新規事業、マーケティング、ウェブなど、さまざまな経営課題に特化したコンサルティング会社は存在する。
- イノサイト
- ReGACY Innovation Group株式会社　http://regacy-innovation.com/
- INDEE Japan[10]　https://www.indee-jp.com/